# Casa das Caldeiras
A Casa das Caldeiras é uma construção localizada no bairro da Água Branca, na zona oeste da cidade de São Paulo, considerada um dos muitos patrimônios históricos tombados da cidade. Construída juntamente com o restante dos prédios das Indústrias Reunidas Fábricas Matarazzo na década de 1920, era destinada a alimentar a energia de todo o complexo industrial Matarazzo, de Francesco Matarazzo, considerado o maior da América Latina entre os anos de 1930 e 1940. Tombado em 1986 pela CONDEPHAAT (Conselho de Defesa do Patrimônio Histórico, Arqueológico, Artístico e Turístico), após o fechamento das fábricas o prédio se transformou em um centro cultural e, hoje, hospeda diversos eventos culturais e sociais, com seu espaço inteiramente dedicado à cultura e arte, tornando-se um Centro Cultural de Produções Independentes. Além de sua relação com a história industrial da cidade, a Casa das Caldeiras é marcada por sua arquitetura e fachada de alvenaria e tijolos, aparência característica das fábricas na época, além das três grandes chaminés com mais de 30 metros de altura que se tornaram símbolo do local. Foi restaurada e revitalizada em 1999.

## História
Originalmente parte integrante do grande complexo das Indústrias Reunidas Francesco Matarazzo, numa área de aproximadamente 100 mil metros quadrados, na cidade de São Paulo, a Casa das Caldeiras era responsável por gerar a energia para todo o parque industrial, que abrigava fabricas de produções diversas. Então a proximidade dos trilhos de trem facilitavam o recebimento de matéria prima e a distribuição da produção. Entre as fabricas que a energia era distribuída, estavam a produção alimentícia, indústria metalúrgica, produção de sabão, cera, entre muitos outros. Sua construção data da década de 1920, depois que Francesco Matarazzo comprou a Companhia Antarctica Paulista, em 1919, que era dona do terreno.[carece de fontes?] A Casa das Caldeiras foi tombada como Patrimônio Histórico da cidade de São Paulo em 1986, sendo restaurado e revitalizado em 1999.

## As Indústrias Matarazzo

### Francesco Matarazzo

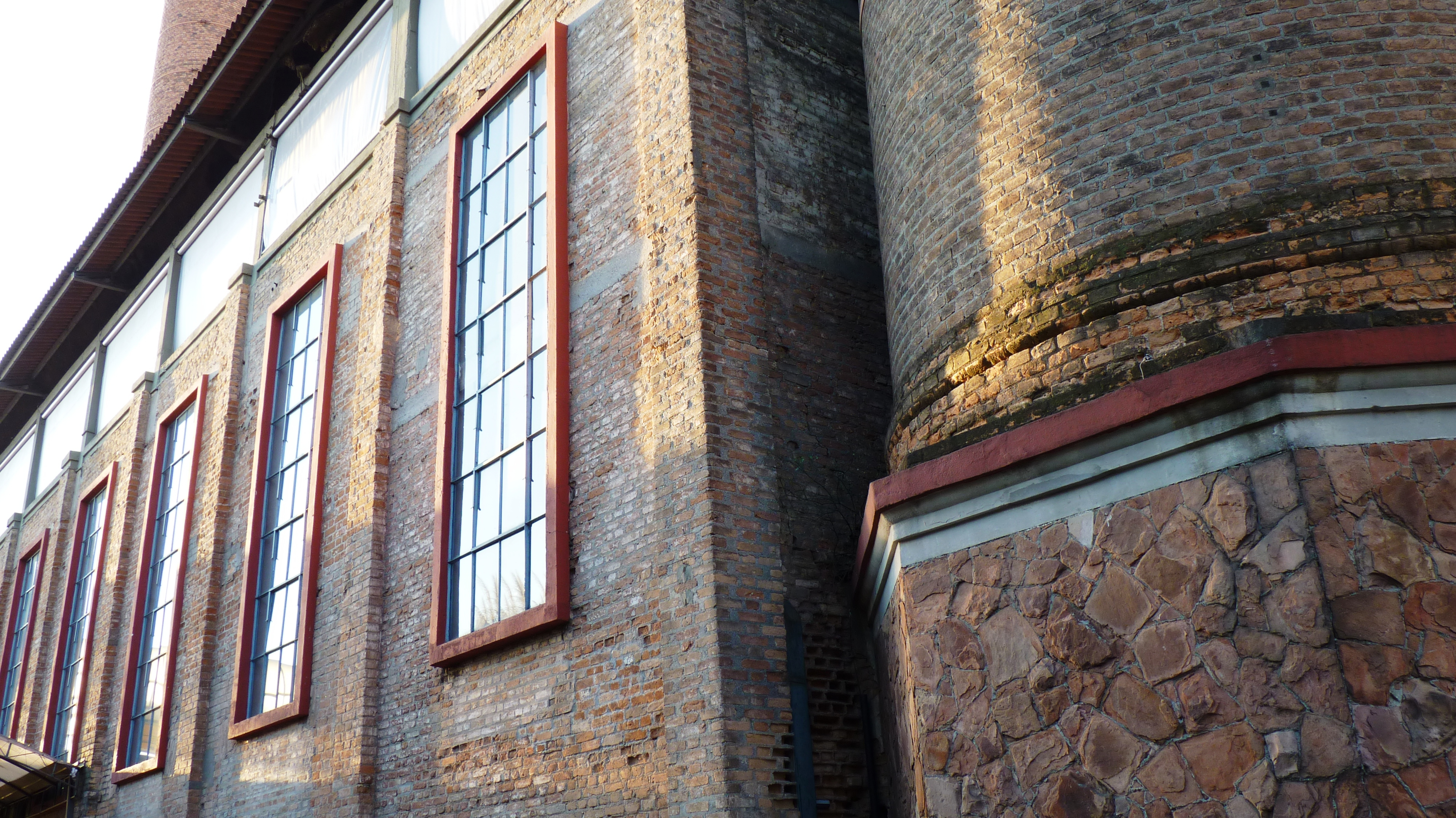
Lateral do prédio

Também conhecido como Francisco no Brasil, Francesco Matarazzo foi um imigrante italiano dono do maior complexo industrial em São Paulo e da América Latina no século XX. Pioneiro no processo de industrialização brasileiro, Francesco nasceu em Castellabate, na Itália, no ano de 1854 e veio ao Brasil em 1881, onde se instalou em Sorocaba. Lá, ele se envolveu majoritariamente com o comércio e criou a Francesco Matarazzo & Cia. que se dedicava, no início, majoritariamente à venda de banha de porco. A atividade prosperou incentivou Francesco a ir para São Paulo, com a intenção de expandir negócios. Em 1890, Matarazzo chegou em São Paulo e, dez anos depois, inaugurou o que seria um de seus primeiros investimentos na indústria, um moinho de trigo no bairro do Brás, que ficou mais tarde conhecido como Moinho Matarazzo. Após seu sucesso e enriquecimento com a empresa, Matarazzo resolveu expandir ainda mais suas indústrias, e fez diversos investimentos, além de construir fábricas e locais de produção, diversificando mais e mais sua fonte de renda. A Francesco Matarazzo & Cia. então, deixou de existir, e deu lugar para o aglomerado de fábricas e meios de produção chamados de Indústrias Reunidas Fábricas Matarazzo (IRFM) em 1911. Depois disso, em 1919, ele adquiriu a Companhia Antarctica Paulista, atual Antártica, primeira produtora de cerveja no país, que era dona de um grande terreno no bairro da Água Branca, local considerado como margem da cidade de São Paulo na época, e investiu em um parque industrial que há muito pretendia construir, com a ideia inovadora de verticalização da produção. Ao todo, a IRFM englobava mais de 320 fábricas de diferentes ramos produtivos, espalhadas por diferentes bairros de São Paulo e em São Caetano do Sul e concentradas no complexo da Água Branca. Portanto, o parque industrial se torna um marco de expansão tanto espacial quanto de diversificação para as Indústrias Reunidas Francisco Matarazzo (IRFM), que anteriormente se concentravam na região leste de São Paulo e se restringiam à produção de tecidos e farinha. Matarazzo Faleceu no ano de 1937, deixando a administração para seu sobrinho, que dirigiu as Indústrias durante seu período mais próspero até a década de 1950.

### Prédios do complexo Matarazzo
Em um local considerado próximo aos limites da cidade de São Paulo na época, o complexo localizado na Água Branca das Indústrias Matarazzo tinha mais de 113 mil metros quadrados, sendo aproximadamente 95 mil deles de áreas construídas. O terreno era dividido entre duas porções de terra diferentes, uma de 97.296 m² e a segunda, menor, de 13.771 m² que se conectavam. Um dos maiores atrativos do terreno era o fato de ser próximo a duas estradas de ferro, a São Paulo Railway e a E. F. Sorocabana. Isso fez com que o escoamento de produtos das indústrias fosse mais fácil e prático, além de facilitar o transporte dentro do próprio complexo. Eram, ao todo, 20 edifícios dentro do mesmo terreno das Indústrias, que incluíam as diferentes fábricas, além de almoxarifado, laboratório químico, a própria Casa das Caldeiras, entre outros.  

### Desativação e tombamento

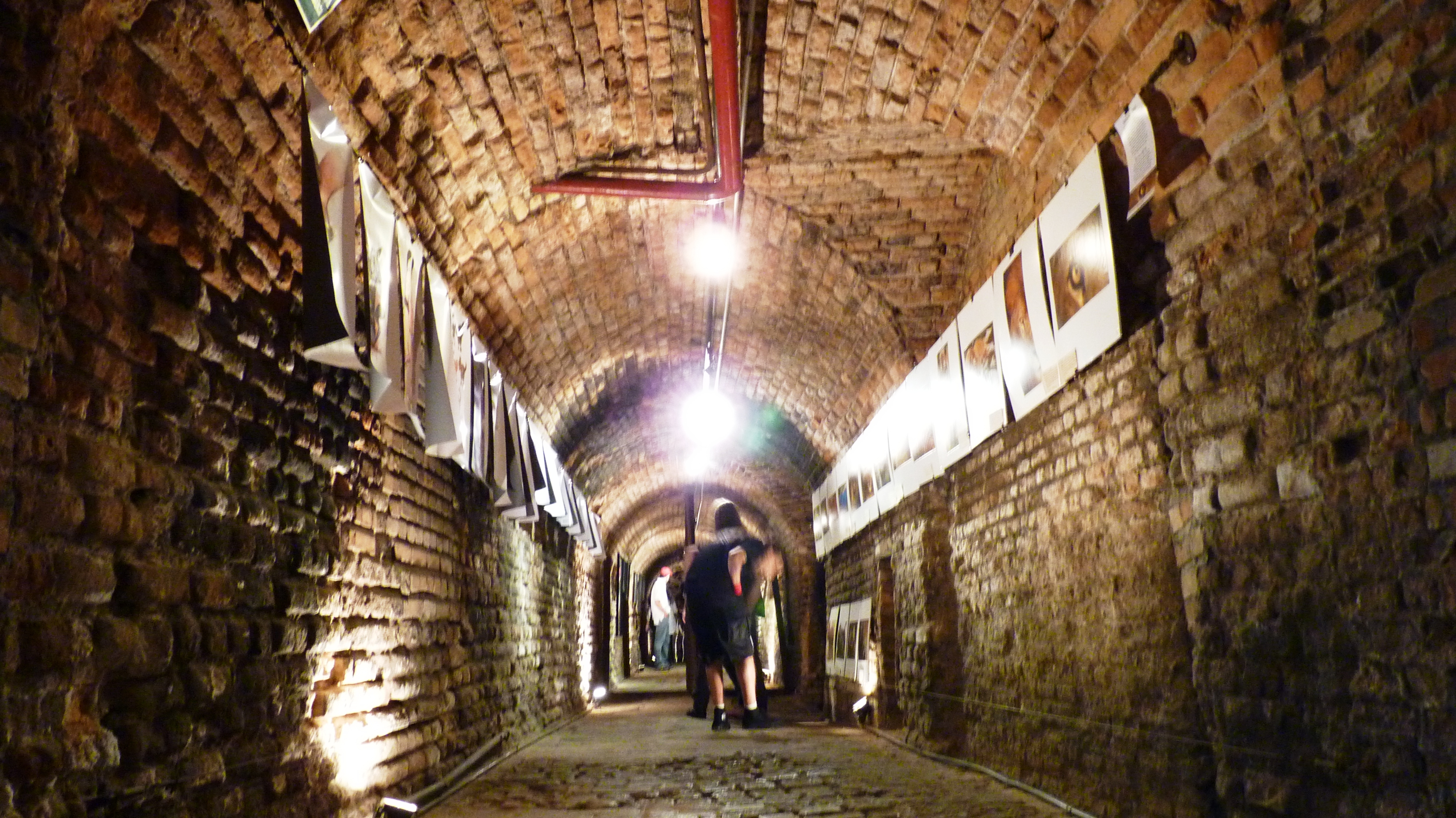
Túneis subterrâneos da Casa das Caldeiras

A partir da década de 1950, o auge de produtividade e lucro da IRFM, as indústrias Matarazzo começaram a ver seu declínio. Algumas fábricas começaram a ser desativadas e outras surgiam em seu lugar mas, 23 anos após a morte de Matarazzo, o número de fábricas fechadas supera o número daquelas que ainda estavam ativas, confirmando o início do fim do complexo industrial. Assim, na década de 1980 já eram pouquíssimas as fábricas ainda em funcionamento, o que despertou o interesse em estudar o terreno e a importância do aglomerado para a história arquitetônica e industrial da cidade. O Departamento do Patrimônio Histórico da Prefeitura de São Paulo (DPH) direcionou ao CONDEPHAAT, em 1985, um pedido de tombamento das fábricas como um todo. No entanto, a própria diretoria das Indústrias Reunidas Fábricas Matarazzo não tinham interesse no tombamento, já que planejavam utilizar o terreno para construir um shopping center e alimentar a empresa, transformando o tombamento em  significado de perda de investimentos e lucro. O jogo de interesses entre os que queriam tombar todo o complexo e a IRFM, acabou impedindo que o processo fosse para frente. Ao final do processo, foram tombados apenas a Casa das Caldeiras, suas chaminés e outras pequenas construções ao longo da ferrovia.

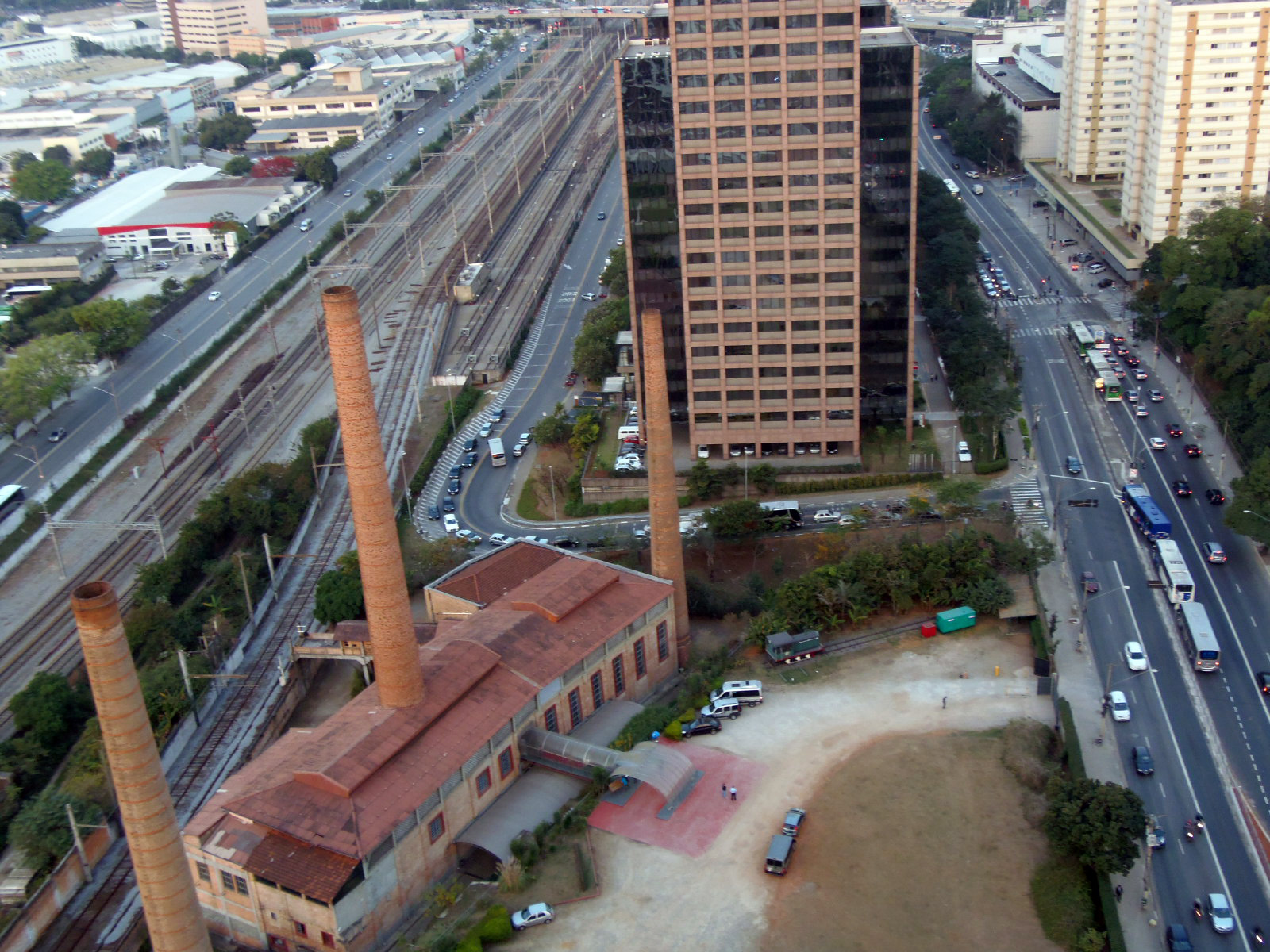
Casa das Caldeiras, hoje, vista de cima

## Arquitetura

### Características da construção
A Casa das Caldeiras, assim como os outros prédios das Indústrias Matarazzo que foram construídos junto ao patrimônio histórico, tinham a fachada majoritariamente composta por tijolos expostos, em um estilo arquitetônico muito parecido com os modelos industriais ingleses da época, de caráter utilitário. O pé direito alto também está relacionado ao estilo arquitetônico típico de fábricas e meios de produção, normalmente extensos e espaço sem divisões. A construção ainda conta com túneis subterrâneos, também feitos com tijolos expostos, que podem ser visitados hoje. Outra característica arquitetônica bastante marcante são as esquadrias e grandes janelas que ficavam no topo das paredes, bastante comum em fábricas. Tal escolha permitia que a construção tivesse boa iluminação natural durante o dia, sem que o processo de produção ficasse exposto e pudesse ser olhado por quem estava do lado de fora do prédio. Os maiores símbolos da Casa das Caldeiras, as chaminés, também tem acabamento de tijolos expostos, e tem três alturas diferentes que variam entre 30 e 54 metros de altura. 

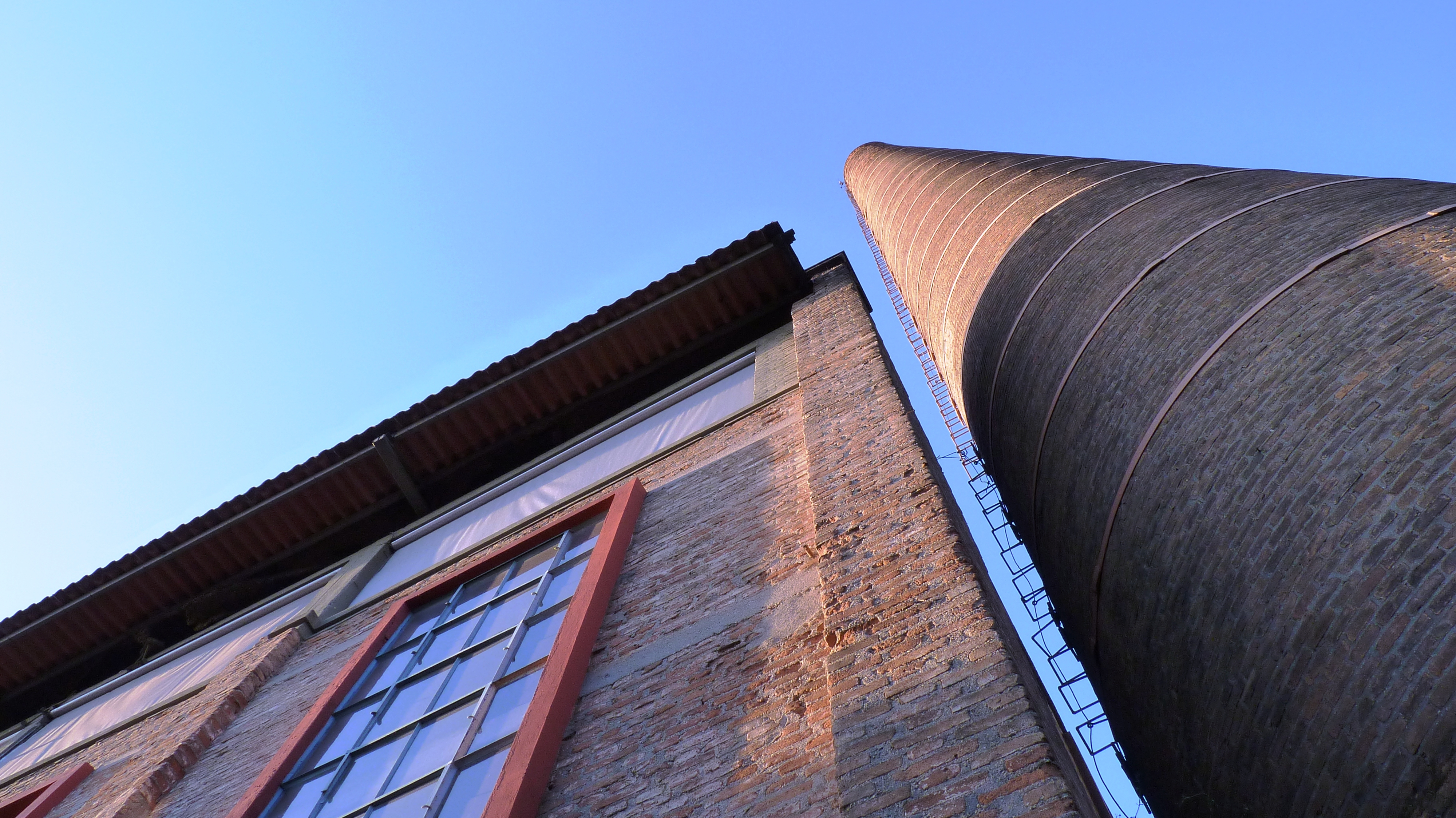
Fachada e chaminé olhadas de baixo

### Caldeiras
No total, eram três caldeiras responsáveis por produzir a energia necessária para o complexo industrial, juntamente com as fornalhas e tubulações responsáveis pela circulação de ar, além das fornalhas. Utilizadas para a liberação de fumaça produzida pelas três caldeiras utilizadas na geração de energia do complexo, as chaminés são tombadas juntamente com a Casa das Caldeiras e têm tamanhos diferentes que variam de 46 a 54 metros de altura e de 2,60 metros a 4,40 metros de diâmetro.

## Atualidade

### Associação Cultural Casa das Caldeiras
A Associação Cultural Casa das Caldeiras (ACCC) é uma associação civil e sem fins lucrativos, criada em 2005, para ser responsável pela manutenção e utilização do espaço da Casa das Caldeiras para fins culturais. Sob o trinômio “Arte, Patrimônio e Território”, a ACCC fomenta e incentiva a expressão cultural e artística, através de ocupações e eventos, sempre ressaltando a história da cidade e da construção. Isso transformou a Casa das Caldeiras em um grande centro cultural no coração do bairro Água Branca, que oferece apresentações musicais e de cinema, exposições artísticas de todos os gêneros, além de feiras e eventos sociais.

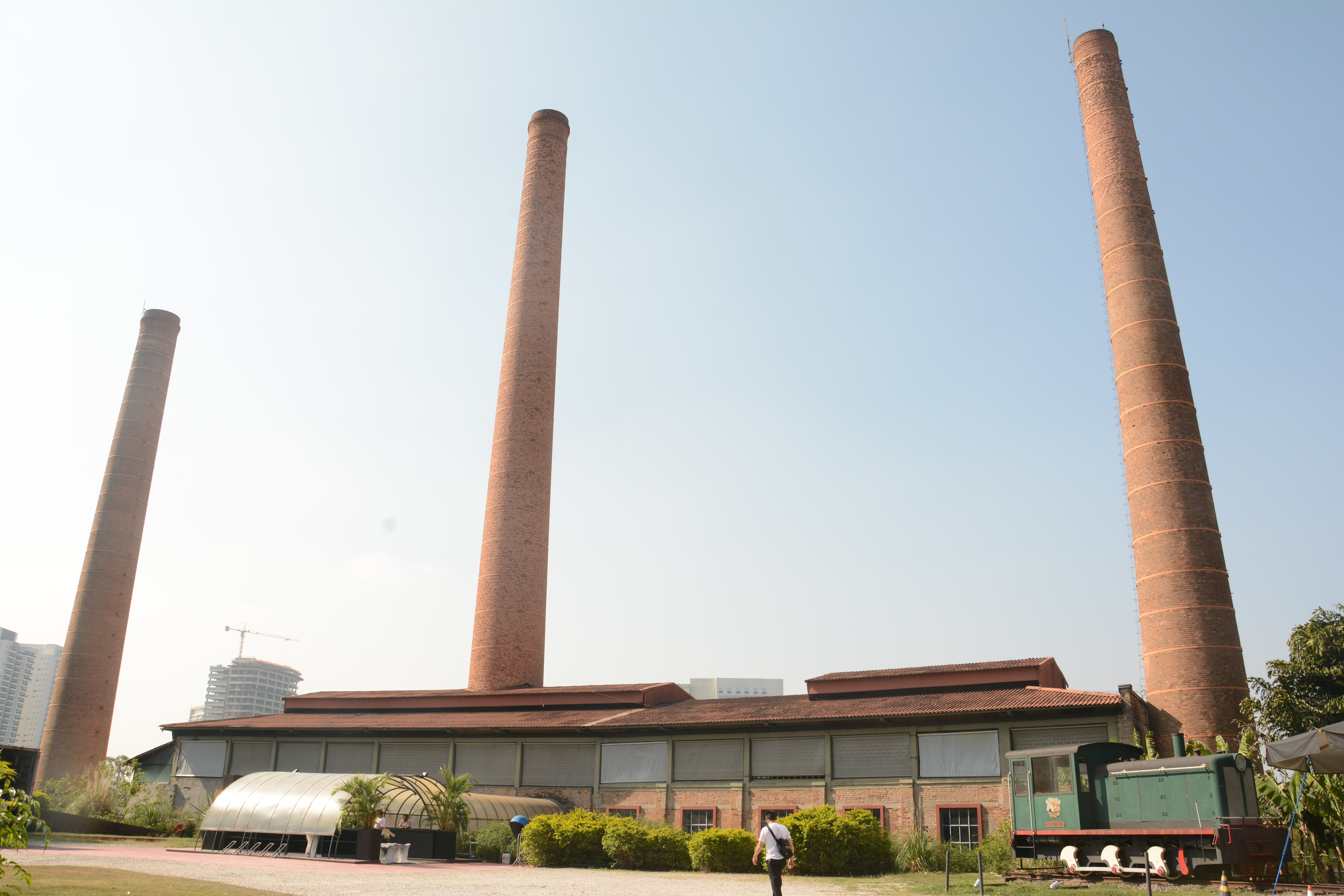
Casa das Caldeiras e chaminés vistas de longe

### Projetos culturais
Nos anos de 2015 e 2016, a Casa das Caldeiras, em parceria com a Secretaria Municipal de Cultura e o Ministério da Cultura, se tornou um Ponto de Cultura da cidade de São Paulo a recepcionar o programa de residência artística “Obras em Construção”. Feita via o Programa Cultura Viva, a iniciativa consiste em abrigar diferentes artistas, grupos e coletivos que estejam desenvolvendo projetos relacionados à arte, cidadania e cultura para ocupar o espaço de maneira a realizar seus projetos e pesquisas utilizando o patrimônio da Casa das Caldeiras como incentivo ao intercâmbio de informações e inspiração criativa. A ideia é trazer artistas independentes e contemporâneos com conceitos atuais e atrelados a cidade de São Paulo. 
Estes artistas e produtores podem apresentar suas criações aos domingos, no projeto chamado “Todo Domingo”, criado em 2008, que realiza todo tipo de eventos entre exposições, oficinas, aulas, rodas de conversa, de entrada franca para o público. O projeto acontece entre os meses de abril a novembro, entre as 16h e 20h.
Já em 2012 e 2013 desenvolveram o programa "Residência Formativa", que consiste em reunir todos os tipos de aprendizados, sendo de adolescentes, adultos e professores, para interagirem e explanarem suas vivências, tendo em foco a dinâmica e a reflexão.
A Casa das Caldeiras promove também o Festival Mundo Pensante, com shows, bazar, oficinas, entre outras atividades. Em 2016, o festival teve sua sexta edição que ocorreu no domingo, dia 16 de outubro.